# 德島縣議會
德島縣議會（日语：／ Tokushima-ken Gikai）是日本德島縣的地方議會，也是當地的最高立法機關。其職責主要包括制定和修改德島縣法律、批准德島縣廳预算、以及对德島縣知事进行信任投票。

## 概要
德島縣議會與其他地方議會相同，議員任期為四年；每四年依照行政區人口多寡劃分選舉區，實行中選區制、小選區制選舉。

## 選舉
德島縣議會最近一次選舉是第19屆日本地方選舉的一部分，於2019年（平成31年）4月7日舉行。

### 選舉區
德島縣有13個選舉區，共選出38位議員；最近一次的選舉中共有47名候選人參與選舉。根據日本現行法規，若選區中的候選人人數未多於席次數量，則不需進行政党政治广播、發布選舉公報、選民實際投票等階段，而可以直接當選。
| 選舉區             | 人數 | 所含市町村       | 註       | 參考來源 |
| ------------------ | ---- | ---------------- | -------- | -------- |
| 徳島選舉區         | 10   | 徳島市、名東郡   |          | [ 5 ]    |
| 鳴門選舉區         | 3    | 鳴門市           |          | [ 6 ]    |
| 小松島、勝浦選舉區 | 3    | 小松島市、勝浦郡 | 自動當選 | [ 7 ]    |
| 阿南選舉區         | 4    | 阿南市           |          | [ 8 ]    |
| 吉野川選舉區       | 2    | 吉野川市         | 自動當選 | [ 9 ]    |
| 阿波選舉區         | 2    | 阿波市           |          | [ 10 ]   |
| 美馬選舉區         | 2    | 美馬市、美馬郡   |          | [ 11 ]   |
| 三好第一選舉區     | 2    | 三好市           |          | [ 12 ]   |
| 名西選舉區         | 2    | 名西郡           | 自動當選 | [ 13 ]   |
| 那賀選舉區         | 1    | 那賀郡           | 自動當選 | [ 14 ]   |
| 海部選舉區         | 2    | 海部郡           | 自動當選 | [ 15 ]   |
| 板野選舉區         | 4    | 板野郡           |          | [ 16 ]   |
| 三好第二選舉區     | 1    | 三好郡           | 自動當選 | [ 17 ]   |
| 德島縣議會         | 38   | 德島縣           |          |          |

## 外部鏈結
- 德島縣議會官網 （页面存档备份，存于）（日語）